# Danielle Darras
Danielle Darras (n. 22 decembrie 1943, Carency, Nord-Pas-de-Calais, Franța – d. 7 iunie 2009, Liévin, Nord-Pas-de-Calais, Franța) a fost o politiciană franceză și membră a Parlamentului European în perioada 1999-2004 din partea Franței. 
1. 1 2 3 4  Fichier des personnes décédées mirror, accesat în 11 februarie 2025
2. ↑  Deputații în Parlamentul European